# Musikinstrumenten-Museum

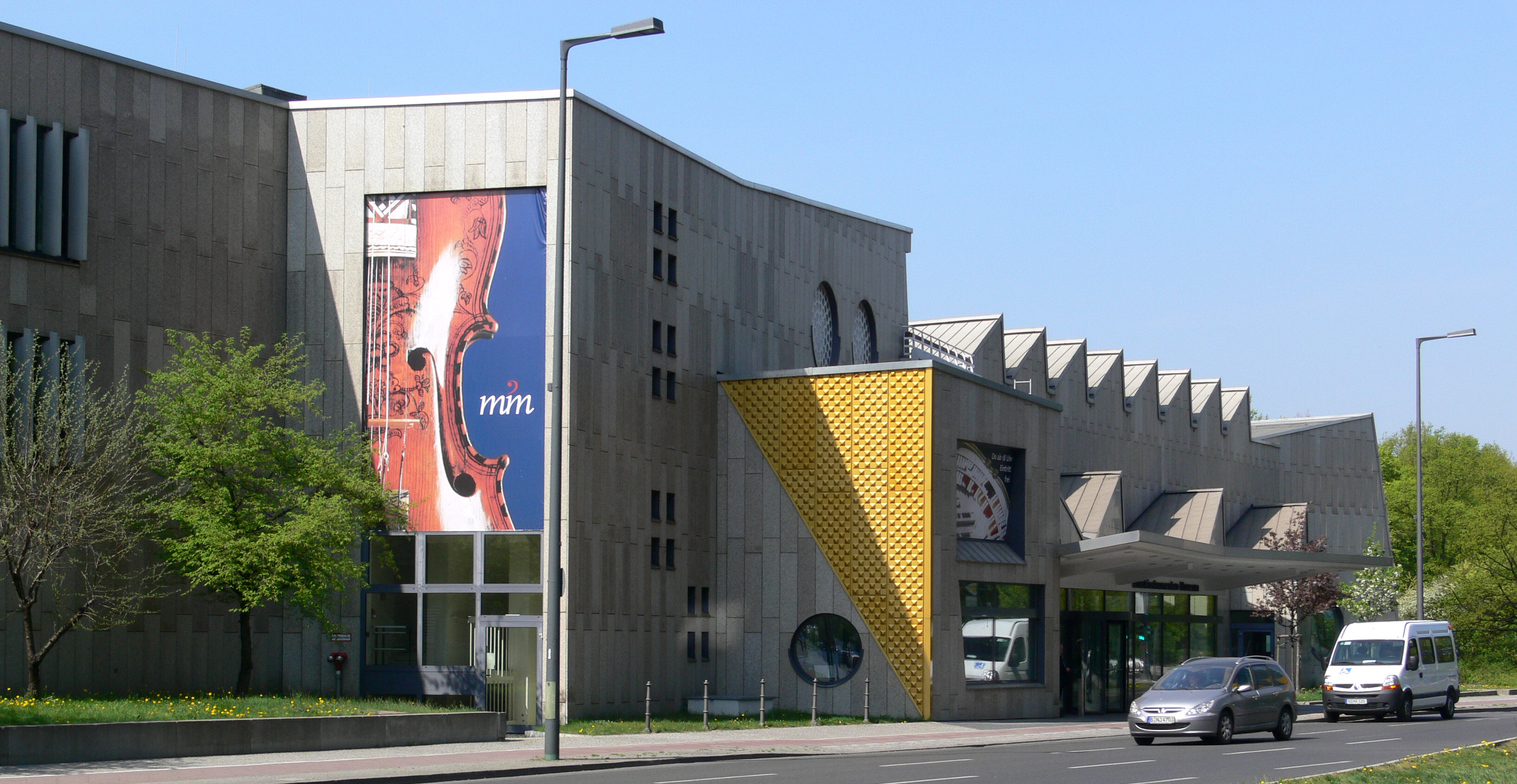
Musikinstrumenten-Museum de Berlín

El Museo de Instrumentos Musicales (en alemán, Musikinstrumenten-Museum) de Berlín, Alemania, incorporado al Kulturforum en la Tiergartenstraße, alberga una colección de unos 3500 instrumentos musicales europeos que datan del siglo XVI al siglo XX, de la cual se exponen unos 800 piezas.